# Стародуб
Стародуб (рус. Стародуб) град је у Русији у Брјанској области.

## Становништво
| 1939.  | 1959.  | 1970.  | 1979.  | 1989.  | 2002.  | 2010.  |
| ------ | ------ | ------ | ------ | ------ | ------ | ------ |
| 12.600 | 11.694 | 15.130 | 17.196 | 18.906 | 18.643 | 19.010 |